# Elizabeth Tweddle
Elizabeth Kimberly Tweddle, detta Beth (Johannesburg, 1º aprile 1985), è un'ex ginnasta inglese, vincitrice della medaglia di bronzo alle parallele alle Olimpiadi di Londra 2012.
È stata inoltre due volte campionessa mondiale alle parallele e una volta al corpo libero, ed è considerata la miglior ginnasta nella storia del suo Paese.
Dal 2010 è Membro dell'Ordine dell'Impero Britannico (MBE).

## Biografia
Nata a Johannesburg, in Sudafrica, dove il padre lavorava, si trasferì in Inghilterra con la sua famiglia all'età di diciotto mesi; cresce quindi a Bunbury nel Cheshire.
A 7 anni inizia ad allenarsi in una palestra locale (Hartford School of Gymnastics) ed entra a far parte della Nazionale juniores del 1994.
Nel 1997 si allena nella City of Liverpool Gymnastics Club, insieme ad altre ginnaste britanniche come Hannah Whelan.
Nel 2001 vince il suo primo Campionato Nazionale, che vincerà altre sei volte nella sua carriera. Con la sua squadra vince anche il concorso generale a squadre per cinque volte. Ha frequentato la Queens School di Chester.

## Carriera
La sua prima importante competizione internazionale risale ai Campionati Mondiali del 2001, dove arriva al ventiquattresimo posto nel concorso individuale e al nono con la squadra britannica.
Nel 2002 le sue prestazioni migliorano e, ai Campionati Europei, vince la medaglia di bronzo alle parallele asimmetriche a Patrasso, Grecia. Questa è stata la prima medaglia vinta da una ginnasta britannica ai Campionati Europei. Ai Campionati Mondiali dello stesso anno arriva quarta alle parallele asimmetriche. Partecipa inoltre ai Giochi del Commonwealth del 2002, dove vince il concorso generale individuale alle parallele e arriva seconda al concorso a squadre.
Nel 2003 compete ai Campionati Mondiali e vince il bronzo alle parallele asimmetriche, diventando anche la prima ginnasta britannica ad aver ricevuto una medaglia ai Mondiali.
Ai Campionati Europei del 2004 vince la medaglia d'argento alle parallele asimmetriche.
Entra così a far parte della squadra britannica che prende parte alle Olimpiadi di Atene 2004, la quale arriva undicesima nel concorso a squadre, mentre Tweddle arriva diciannovesima in quello individuale. Ai Mondiali del 2004 a Birmingham vince l'argento alle parallele asimmetriche e arriva quinta al corpo libero.
Rappresenta poi l'Inghilterra ai Giochi del Commonwealth, ma è costretta a ritirarsi dalla competizione a causa di un infortunio alla caviglia provocato durante un allenamento.
Nello stesso anno partecipa ai Campionati Europei dove vince la medaglia d'oro alle parallele asimmetriche: è il primo oro vinto da una ginnasta britannica agli Europei.
Nell'ottobre del 2006, Tweddle diventa la prima ginnasta britannica di sempre a vincere l'oro alle parallele asimmetriche ad un mondiale, con 16.200 punti, ai Campionati Mondiali di Aarhus, Danimarca, davanti alla futura campionessa olimpica Nastia Liukin. Quella della Tweddle era una routine molto difficile e con il punteggio più alto del Mondiale. Esegue anche una routine pulita al corpo libero, ma arriva quinta.
Nel luglio del 2007 vince per la settima volta consecutiva i Campionati nazionali britannici.
Più tardi, partecipa ai Mondiali del 2007 e aiuta la squadra a qualificarsi in maniera diretta alle Olimpiadi del 2008, pur non vincendo alcuna medaglia. Al GrandPix di Glasgow, un errore non le fa vincere una medaglia alle parallele, ma arriva prima al corpo libero. Ai Campionati Europei del 2008 vince l'argento al corpo libero e arriva quarta alle parallele. Non gareggia sugli altri attrezzi a causa di un infortunio alla caviglia.
Viene scelta per far parte della squadra britannica che avrebbe partecipato alle Olimpiadi del 2008. Compete alle parallele asimmetriche e al corpo libero, si qualifica alla finale del primo attrezzo. Porta in gara l'esercizio col valore di difficoltà più alto dell'intera competizione e arriva quarta, con 16.625 punti.
Ai Campionati Europei del 2009 vince la medaglia d'oro alle parallele e al corpo libero. Vince anche l'oro in entrambi gli attrezzi al GrandPrix di Glasgow. Ai Mondiali dello stesso anno, non riesce a qualificarsi per la finale alle parallele ma vince l'oro al corpo libero.
Nel 2010 vince altre due medaglie ai Campionati Europei di Birmingham, alle parallele e al corpo libero. La squadra britannica vince inoltre l'argento. Ai Mondiali del 2010 di Rotterdam, manca la qualificazione alla finale al corpo libero, ma vince l'oro alle parallele asimmetriche.
Nel 2012 partecipa alla XXX Olimpiade. Con 16.133 punti alle parallele asimmetriche ed 14.433 punti al corpo libero contribuisce a far qualificare la squadra britannica al sesto posto. Inoltre si qualifica prima alle parallele, ma non riesce a qualificarsi al corpo libero, dove è la prima riserva. Il giorno dopo riconferma il sesto posto a squadra ottenuto nelle qualifiche dove riconferma anche il punteggio più alto alle parallele. Durante le finali ad attrezzo esegua una routine sporcata dall'uscita, dove commette qualche passo. L'esercizio le frutta 15.916 punti, sufficienti a farle ottenere il bronzo, dietro alla russa Alija Mustafina (16.133) e alla campionessa olimpica in carica, la cinese He Kexin (15.966).
Ad agosto 2013, nell'anniversario della vittoria della medaglia olimpica, all'età di 28 anni, annuncia il ritiro ufficiale dall'attività agonistica.